# Paysandú repülőtér
A Paysandú repülőtér vagy más néven a Tydeo Larre Borges nemzetközi repülőtér (spanyol nyelven: Aeroporto Internacional Tydeo Larre Borges) (IATA: PDU, ICAO: SUPU) Uruguay egyik nemzetközi repülőtere, amely Paysandú, Uruguay Paysandú megyéjének fővárosa közelében található. A repülőtér a várostól 3 kilométerre délre található. 
Nevét Tydeo Larre Borges tiszteletére kapta, aki az uruguayi és a nemzetközi repülés úttörője volt, és aki az első dél-amerikai pilóta volt, aki átrepülte az Atlanti-óceán déli részét.
A repülőteret a TAMU (es) kormányzati légiközlekedési szolgáltató és az Aviasur charterszolgáltató szolgálta ki. közelében található.

## Futópályák
A repülőtér futópályái:
- 02/20 (1320 m, aszfaltbeton)